# 天鷹座108
天鷹座108，又名BD-19 6522，HD 223640、SAO 165918、HR 9031，是天鷹座的一颗恒星，视星等为5.18，位于銀經60.54，銀緯-73.94，其B1900.0坐标为赤經23h 46m 11.5s，赤緯-19° -73.94′ 55″。